# Анди
А́нди, А́ндські Кордильє́ри (ісп. Andes; Cordillera de los Andes) — найдовша (довжина близько 7000 км) і одна з найвищих (гора Аконкагуа, 6962 м) гірських систем земної кулі, яка облямовує з півночі та заходу всю Південну Америку; є південною частиною Кордильєр.
Анди тягнуться вздовж узбережжя Тихого океану, від Карибського моря до архіпелагу Вогняна Земля, проходять через Колумбію, Венесуелу, Еквадор, Перу, Болівію, Чилі й Аргентину. Ширина системи 200—800 км, середня висота гір 3600 м.
Це молода гірська система, тут розташовано багато активних вулканів, що становлять Андійський вулканічний пояс: Санґай, Пурасе, Котопахі, Льюльяйльяко (найвищий на Землі), дуже часті землетруси, на півдні системи численні льодовики. Межа вічних снігів становить від 600 м на півдні до 6300 м на півночі. Система багата природними ресурсами, у передгірських прогинах добуваються нафта та природний газ (особливо в північних та центральних районах), також тут добуваються руди кольорових металів.
По Андах проходить міжокеанічний вододіл, в них беруть початок витоки та багато приток Амазонки, притоки Ориноко, Парагваю, Парани, Магдалени, а також річки Патагонії. На західних схилах починаються річки басейну Тихого океану, здебільшого короткі. В Андах також лежить велике високогірне озеро Тітікака та багато менших озер. Для рослинності характерна висотна поясність.

## Геологічна будова і рельєф
Анди складаються переважно з субмеридіональних паралельних хребтів — Східна Кордильєра Анд (або Кордильєра-Орієнталь), Центральна Кордильєра Анд (або Кордильєра-Сентраль), Західна Кордильєра Анд (або Кордильєра-Оксиденталь), Берегова Кордильєра Анд (або прибережний хребет), між якими лежать внутрішні плоскогір'я та плато (найбільше — Пуна, її частина у Болівії та Перу носить назву Альтіплано) та западини. Через значну протяжність Анд їх окремі ландшафтні частини значно відрізняються одна від одної. За характером рельєфу та іншими природними відмінностями, зазвичай виділяють три основні регіони — Північні, Центральні та Південні Анди.
Анди — відроджені гори, створені новітніми підняттями на місці так званого Андійського (Кордильєрського) складчастого геосинклінального поясу; Анди є однією з найбільших на планеті систем альпійської складчастості (на палеозойському і частково байкальському складчастому фундаменті). Для гірської системи характерні троги, що утворилися протягом тріасового періоду, згодом заповнені шарами осадових і вулканогенних порід значної потужності. Крупні масиви Головних Кордильєрів і узбережжя Чилі, як і Прибережного хребта Перу, є гранітними інтрузіями крейдового періоду. Міжгірні й краєві прогини (Альтіплано, Маракайбо та інші) утворилися в палеогенові та неогенові часи. Тектонічні рухи, що супроводжуються сейсмічною і вулканічною активністю, продовжуються і в наш час.
Анди багаті рудами, головним чином кольорових металів (ванадію, вольфраму, бісмуту, олова, свинцю, цинку, миш'яку, стибію та інших). Родовища приурочені в основному до палеозойських структур східних Анд і жерл стародавніх вулканів; на території Чилі — великі мідні родовища. У передових і передгірних прогинаннях є нафта і газ (у передгір'ях Анд у межах Венесуели, Перу, Болівії Аргентини). В Андах є також родовища заліза (у Болівії), натрієвої селітри (у Чилі), золота, платини і смарагдів (у Колумбії).

#### Північні Анди

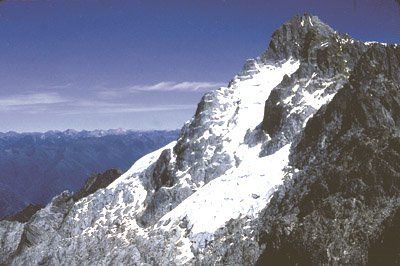
Гора Піко-Болівар у Венесуелі

Головна система Анд складається з паралельних хребтів, що простяглися в меридіональному напрямку, розділених внутрішніми плоскогір'ями або западинами. Лише Карибські Анди, розташовані в межах Венесуели, що належать до Північних Анд, протяглися субширотно уздовж узбережжя Карибського моря. Це наймолодша та відносно низька ділянка Анд (до 2765 м). До північних Анд відносяться також Еквадорські Анди (в Еквадорі) і Північно-західні Анди (на заході Венесуели і в Колумбії). Найбільш високі гребені Північних Анд мають невеликі сучасні льодовики, на вулканічних конусах — вічні сніги. Острови Аруба, Бонер і Кюрасао в Карибському морі є вершинами продовження Карибських Анд, що опускаються у море.
У Північно-західних Андах, що віялоподібно розходяться на північ від 1° зх. ш., виділяють три головних Кордильєри (гірських хребти) — Східну, Центральну і Західну. Усі вони високі, крутосхилі й мають будову глибоких складок. Для них характерні розломи, підняття й опускання новітнього часу. Головні Кордильєри розділені великими западинами — долинами річок Магдалени і Кауки — Патії.

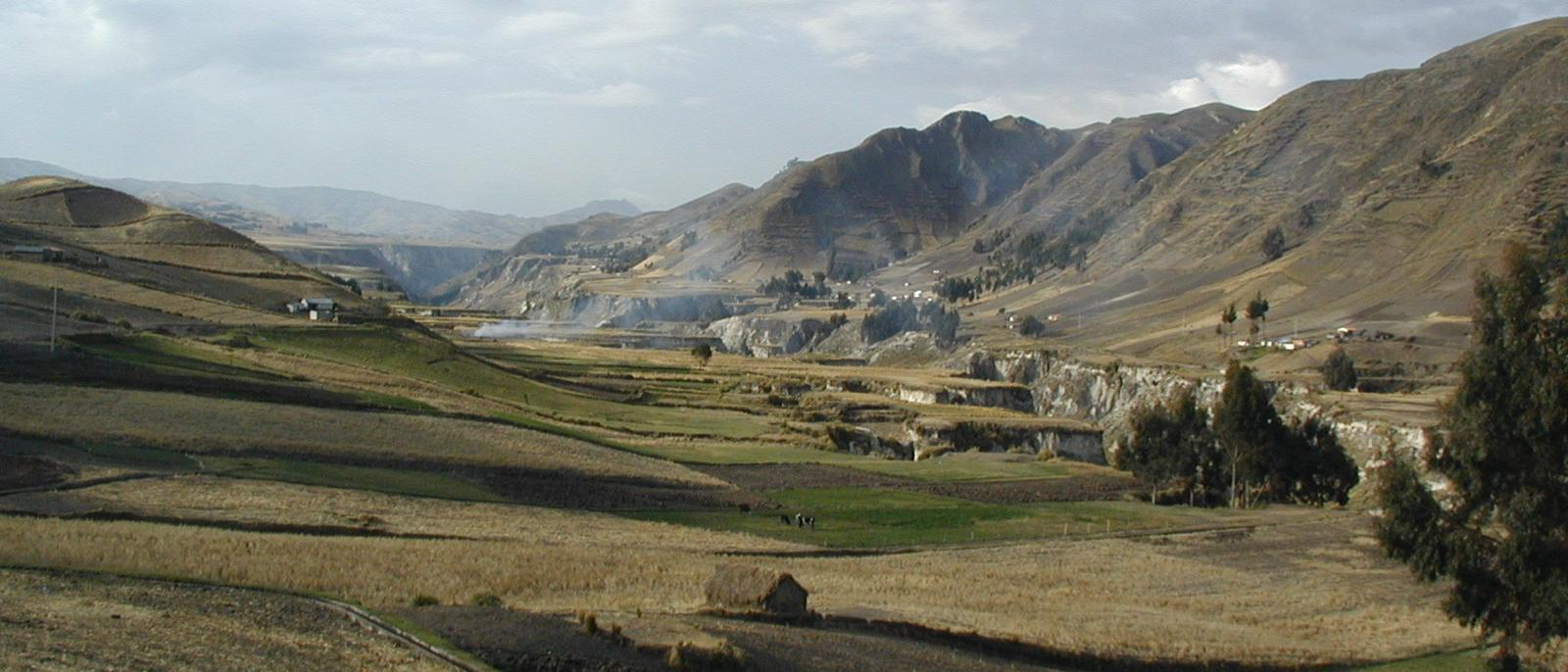
Рифтова долина біля Кілотоа, Еквадор

Східна Кордильєра має найбільшу висоту в своїй північно-східній частині (гора Рітакуба-Бланко, 5493 м); в центрі Східної Кордильєри — стародавнє озерне плато (переважні висоти — 2,5—2,7 тис. м); для Східної Кордильєри взагалі характерні великі поверхні вирівнювання. У високогір'ях знаходяться численні льодовики. На півночі Східну Кордильєру продовжують хребти Кордильєра-де-Мерида (найвища точка — гора Піко-Болівар, 5007 м) і Сьєрра-де-Періха (досягає висоти 3540 м); між цими хребтами в обширній низовинній западині лежить озеро Маракайбо. На крайній півночі — масив Сьєрра-Невада-де-Санта-Марта з висотами до 5800 м (гора Крістобаль-Колон).
Долина річки Маґдалени відокремлює Східну Кордильєру від Центральної, відносно вузької і високої; у Центральній Кордильєрі (особливо в її південній частині) — багато вулканів (Уїла, 5750 м; Руїс, 5321 м; та ін.), деякі з них діючі (Кумбаль, 4890 м). На північ Центральна Кордильєра дещо знижується і утворює масив Антіокія, сильно розчленований річковими долинами. Західна Кордильєра, відокремлена від Центральної долиною річки Каука, має менші висоти (до 4200 м); на півдні Західної Кордильєри — все ще активний вулканізм. Далі на захід — невисокий (до 1810 м) хребет Серранія-де-Баудо, що переходить на півночі в гори Панами. На північ і захід від Північно-західних Анд — Прикарибська і Тихоокеанська алювіальні низовини.
У складі Екваторіальних (Еквадорських) Анд, що доходять до 4° пд. ш., — дві Кордильєри (Західна і Східна), розділені пониженнями заввишки 2500—2700 м. Уздовж розломів, що обмежують ці пониження (западини), — один із найвищих у світі вулканічних ланцюгів (найбільш високі вулкани Чимборасо, 6267 м, Котопахі, 5897 м). Ці вулкани, а також вулкани Колумбії, утворюють першу вулканічну область Анд.

#### Центральні Анди

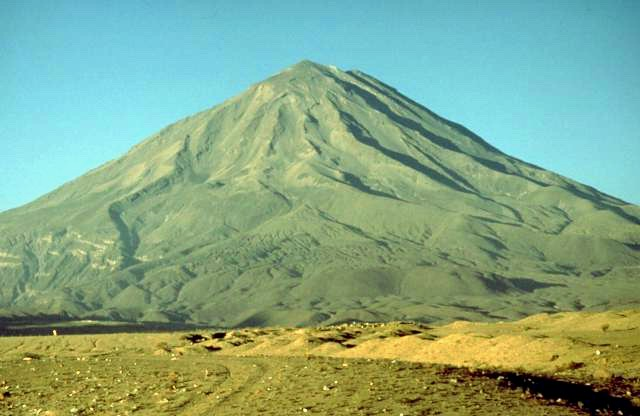
Вулкан Ель-Місті в Перу

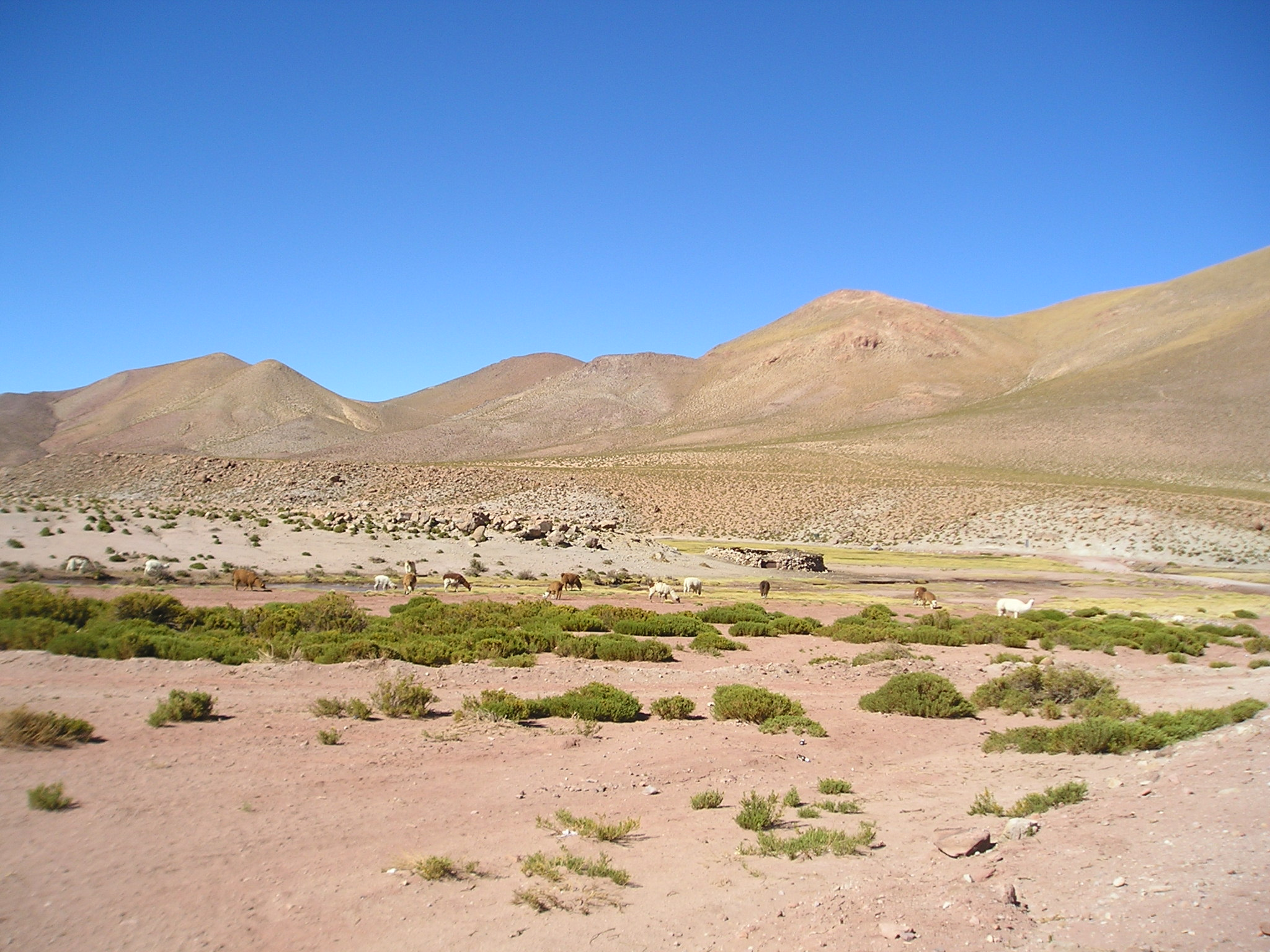
Пейзаж Альтіплано на півночі Чилі

У Центральних Андах (до 28° пд. ш.) виділяють Перуанські Анди (що тягнуться на південь до 14° 30' пд. ш.) і власне Центральні Анди. У Перуанських Андах унаслідок недавніх піднятій і інтенсивного урізування річок (найбільші з яких — Мараньйон, Укаялі і Уайяґа — належать до системи верхньої Амазонки) утворилися паралельні хребти (Східна і Західна Кордильєри) і система глибоких подовжніх і поперечних каньйонів, що розчленувала стародавню поверхню вирівнювання. Вершини Кордильєрів Перуанських Анд перевищують 6000 м (найвища точка — гора Уаскаран, 6768 м). В Перуанських Андах сучасне заледеніння існує приблизно на десятку гірських груп, найбільша з яких — Кордильєра-Бланка. Альпійські форми рельєфу також розвинені на хребтах Кордильєра-де-Вільканота, Кордильєра-де-Вількабамба і Кордильєра-де-Карабая.
Південніше знаходиться найширша частина Анд — Центральноандійське нагір'я (ширина до 750 км), де переважають аридні геоморфологічні процеси. Значну частину нагір'я займає плоскогір'я Пуна, що часто ототожнюється із всім нагір'ям, з висотами 3,5—4,8 тис. м. Для Пуни характерні безстічні улоговини («больсони»), зайняті озерами (Тітікака, Поопо та іншими) і солончаками (Атакама, Койпаса, Уюні та ін.). На схід від Пуни — Кордильєра-Реаль (пік Анкоума, 6550 м) з могутнім сучасним заледенінням. Між плато Альтіплано (північною частиною Пуни) і Кордильєрою-Реаль, на висоті 3700 м, знаходиться місто Ла-Пас, одна з столиць Болівії, найвисокогірніша столиця у світі.
Східніше Кордильєри-Реаль — субандійські складчасті хребти Східної Кордильєри, що доходять до 23° пд. ш. Південним продовженням Кордильєри-Реаль є Центральна Кордильєра, а також декілька масивів скель (найвища точка — гора Ель-Лібертадор або Качі, 6380 м). Із заходу Пуну обрамляє Західна Кордильєра з інтрузивними піками і численними вулканічними вершинами (Юяйяко, 6739 м; Сан-Педро, 6145 м; Ель-Місті, 5821 м; та інші), що входять у другу вулканічну область Анд. Південніше 19° пд. ш. західні схили Західної Кордильєри виходять до тектонічної западини Поздовжньої долини, південь якої займає пустеля Атакама. За Поздовжньою долиною — невисока (до 1500 м) інтрузивна Берегова Кордильєра, для якої характерні аридні скульптурні форми рельєфу.
У Пуні і в західній частині Центральних Анд — дуже висока снігова лінія (місцями вище 6500 м), тому сніги відмічені лише на високих вулканічних конусах, а льодовики є тільки в масиві Охос-дель-Саладо (заввишки до 6880 м).

### Південні Анди

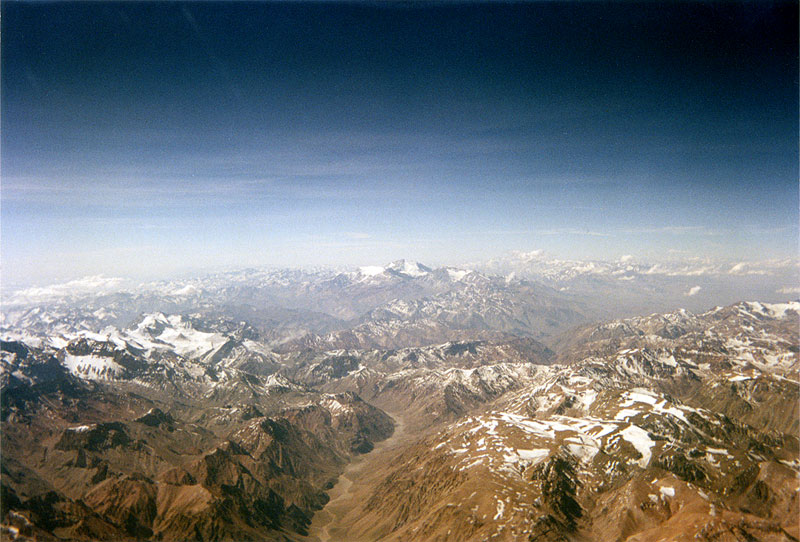
Анди біля аргентинсько-чилійського кордону

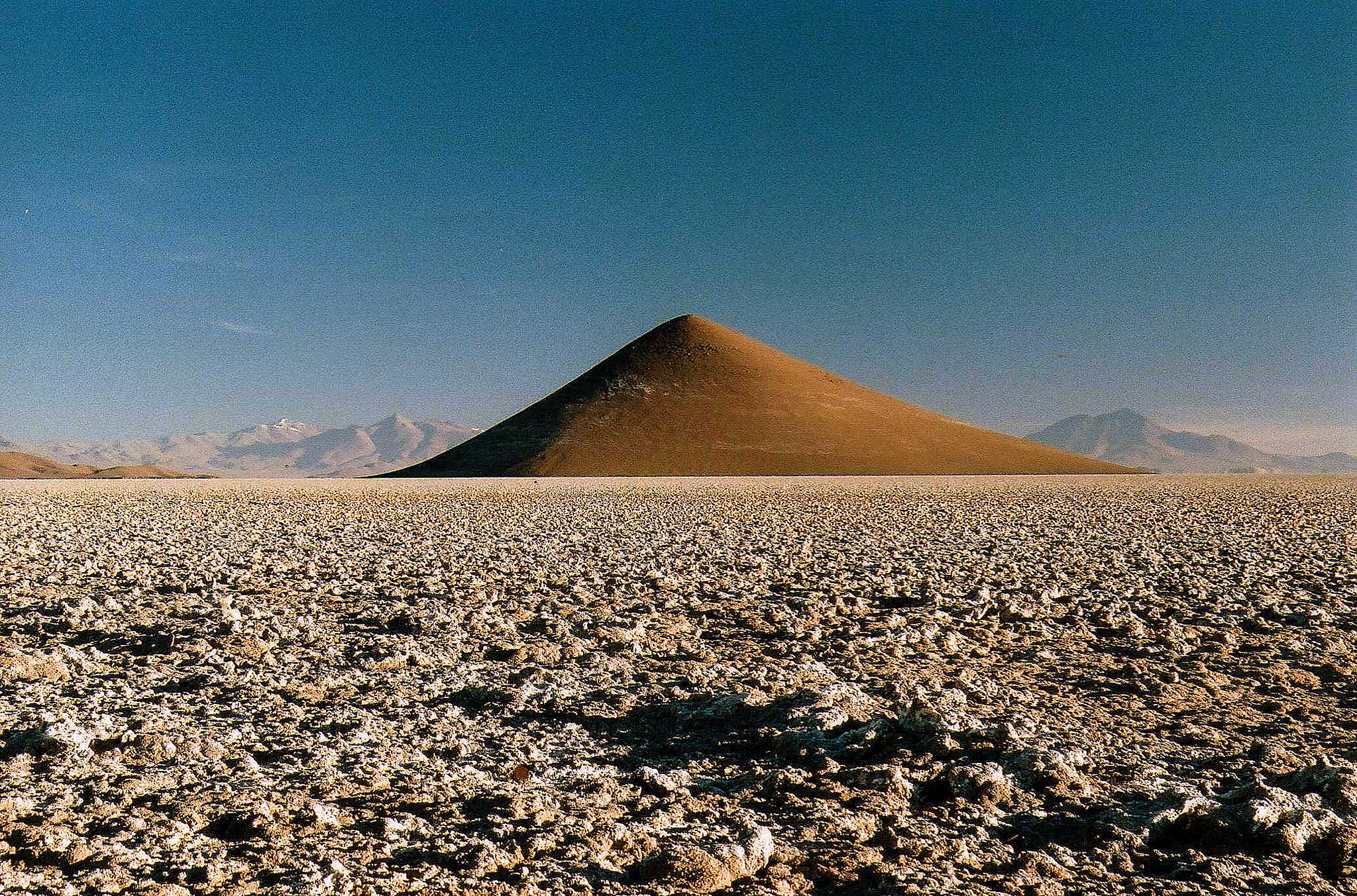
Стратовулкан

У Південних Андах, що тягнуться на південь від 28° пд. ш., виділяють дві частини — північну (Чилійсько-Аргентинські або Субтропічні Анди) і південну (Патагонські Анди). У Чилійсько-Аргентинських Андах, що звужуються на південь і доходять до 39° 41' пд. ш., яскраво виражена тричленна будова — Прибережний хребет, Подовжня долина і Головна Кордильєра. У межах останньої, також відомої як Кордильєра-Фронталь, розташована найвища вершина Анд, гора Аконкагуа (6962 м), а також значні вершини Тупунґато (6570 м) і Мерседаріо (6720 м). Снігова лінія тут дуже висока (під 32° 40 пд. ш. — 6000 м). Східніше Головної Кордильєри — стародавні Прекордильєри. Південніше 33° пд. ш. (і до 52° пд. ш.) розташовується третя вулканічна область Анд, де немало активних вулканів (переважно в Головній Кордильєрі і на захід від неї) і погаслих (Тупунґато, Майпо та інших).
При просуванні на південь снігова лінія поступово знижується і близько 41° пд. ш. досягає відмітки 1460 м. Високі хребти набувають рис альпійського типу, збільшується площа сучасного заледеніння, з'являються численні льодовикові озера. На південь від 40° пд. ш. починаються Патагонські Анди з нижчими, ніж у Чилійсько-Аргентинських Андах, хребтами (вища точка — гора Сан-Валентин — 4058 м) і активним вулканізмом на півночі. У районі затоки Релонкаві близько 42° пд. ш. сильно розчленований Прибережний хребет занурюється в океан, а його вершини утворюють ланцюг скелястих островів і архіпелагів (найбільший — острів Чилое). Подовжня долина перетворюється на систему проток, що доходять до західної частини Магелланової протоки.
У районі Магелланової протоки Анди (що носять тут назву Анд Вогняної Землі) різко відхиляються на схід. У Патагонських Андах висота снігової лінії ледве перевищує 1500 м (на крайньому півдні вона становить 500—700 м, а з 46° 30 пд. ш. льодовики опускаються до рівня океану), переважають льодовикові форми рельєфу. На південь від 47° пд. ш. існував могутній Патагонський льодовиковий щит, що зараз розколовся на два, загальною площею понад 20 тис. км², звідки на захід і схід опускаються багатокілометрові льодовикові язики. Деякі з долинних льодовиків східних схилів закінчуються у великих озерах. Уздовж берегів, сильно ізрізаних фіордами, піднімаються молоді вулканічні конуси (Корковадо та інші). Анди Вогняної Землі порівняно невисокі (до 2469 м).

## Клімат

### Північні Анди

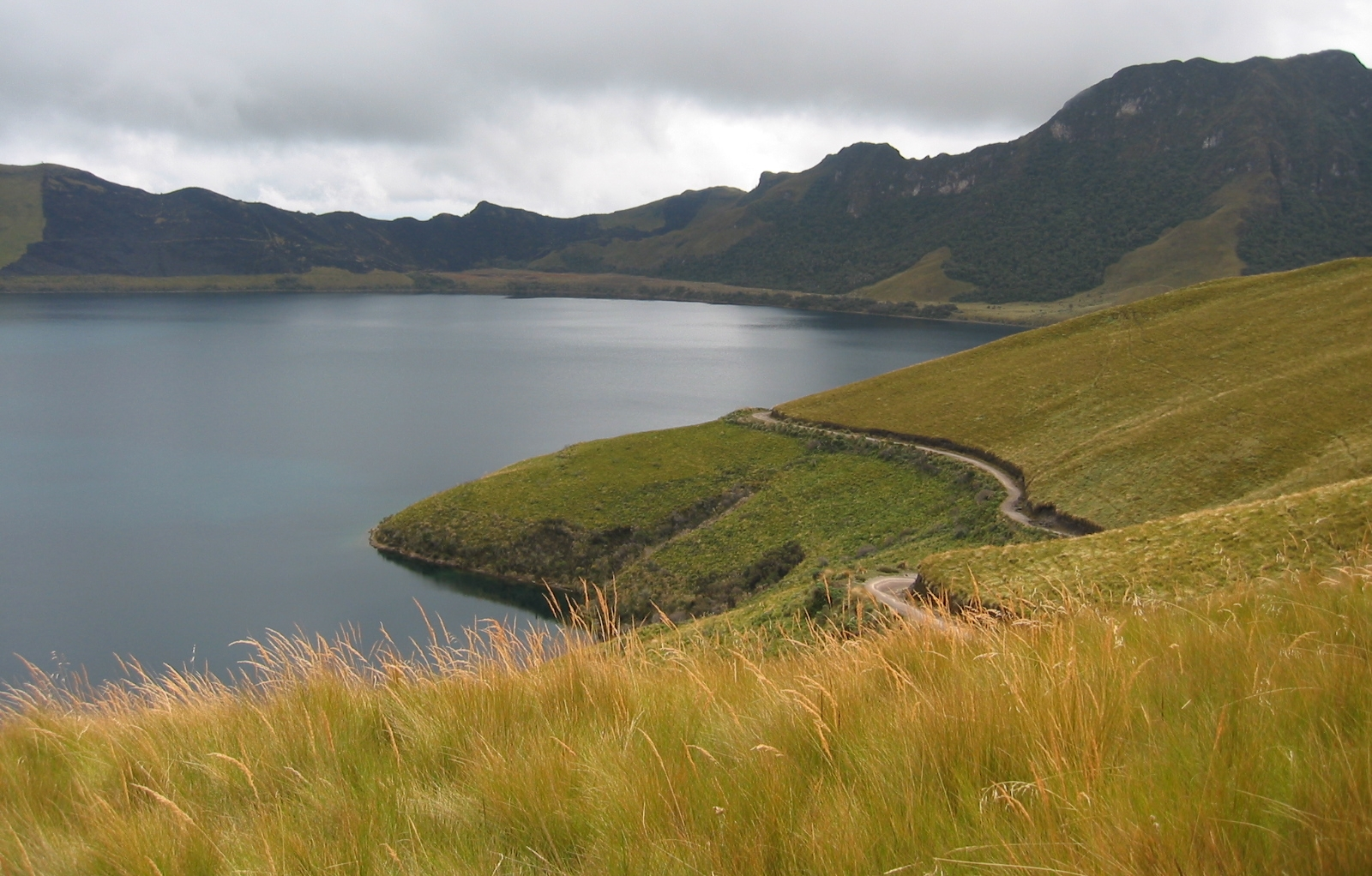
Парамо навколо озера Карікоча, Еквадор

Північна частина Анд належить до субекваторіального поясу Північної півкулі; тут, як і в субекваторіальному поясі Південної півкулі, проявляється чергування вологих і сухих сезонів. Опади випадають з травня по листопад, проте в найбільш північних районах вологий сезон менш тривалий. Східні схили зволожені значно сильніше західних, опади (до 1000 мм на рік) випадають переважно влітку. У Карибських Андах, що знаходяться на межі тропічного і субекваторіального поясів, увесь рік панує тропічне повітря; тут мало опадів (часто менше 500 мм на рік); річки короткі з характерними літніми паводками.
У екваторіальному поясі сезонні коливання практично відсутні; так, в столиці Еквадору Кіто зміна середньомісячних температур за рік становить всього 0,4 °C. Опади рясні (до 10 000 мм на рік, хоча звичайні 2500—7000 мм на рік) і розподілені по схилах більш рівномірно, ніж у субекваторіальному поясі. Чітко виражена висотна поясність. У нижній частині гір — жаркий і вологий клімат, опади випадають практично щодня; у пониженнях — численні болота. З висотою кількість опадів зменшується, але при цьому збільшується потужність снігового покриву. До висот 2500—3000 м температури рідко опускаються нижче за відмітку 15 °C, сезонні коливання температур незначні. Тут вже великі добові коливання температури (до 20 °C), погода може різко мінятися протягом доби. На висотах 3500—3800 м добові температури коливаються вже біля відмітки 10 °C. Ще вище — суворий клімат із частими сніжними бурями і снігопадами; денні температури вище нуля, але вночі бувають сильні заморозки. Клімат сухий, оскільки при великому випаровуванні випадає мало опадів. Вище 4500 м — вічні сніги.

### Центральні Анди
Між 5° і 28° пд. ш. спостерігається яскраво виражена асиметрія в розподілі опадів по схилах: західні схили зволожені значно слабкіше східних.
На захід від Головної Кордильєри — пустельний тропічний клімат (утворенню якого немало сприяє холодна Перуанська течія), річок дуже мало. Якщо в північній частині Центральних Анд випадає 200—250 мм опадів на рік, то на південь їх кількість зменшується і місцями не перевищує 50 мм на рік. У цій частині Анд знаходиться Атакама — найсухіша пустеля земної кулі. Пустелі піднімаються місцями до 3000 м над рівнем моря. Нечисленні оази розташовані переважно в долинах невеликих річок, що живляться водами гірських льодовиків. Середньосічнева температура в прибережних районах коливається від 24 °C на півночі до 19 °C на півдні, середньочервнева — від 19 °C на півночі до 13 °C на півдні. Вище 3000 м, в сухій пуні, — також мало опадів (рідко більше 250 мм на рік). Характерні приходи холодних вітрів, коли температура може опускатися до −20 °C. Середньочервнева температура не перевищує 15 °C.
На невеликих висотах, при вкрай малій кількості дощів, значна (до 80 %) вологість повітря, тому часті тумани і роси. На плато Пуна (включаючи Альтіплано) — дуже суворий клімат, середньорічні температури не перевищують 10 °C. Велике озеро Тітікака має пом'якшувальний вплив на клімат прилеглих територій — в приозерних районах коливання температур не такі значні, як в інших частинах плоскогір'я. На схід від Головної Кордильєри — велика (3000—6000 мм на рік) кількість опадів (що приносяться переважно влітку східними вітрами), густа річкова мережа. По долинах повітряні маси з Атлантичного океану перетинають Східну Кордильєру, зволожуючи і її західний схил. Вище 6000 м на півночі і 5000 м на півдні — негативні середньорічні температури; через сухість клімату льодовиків мало.

### Південні Анди

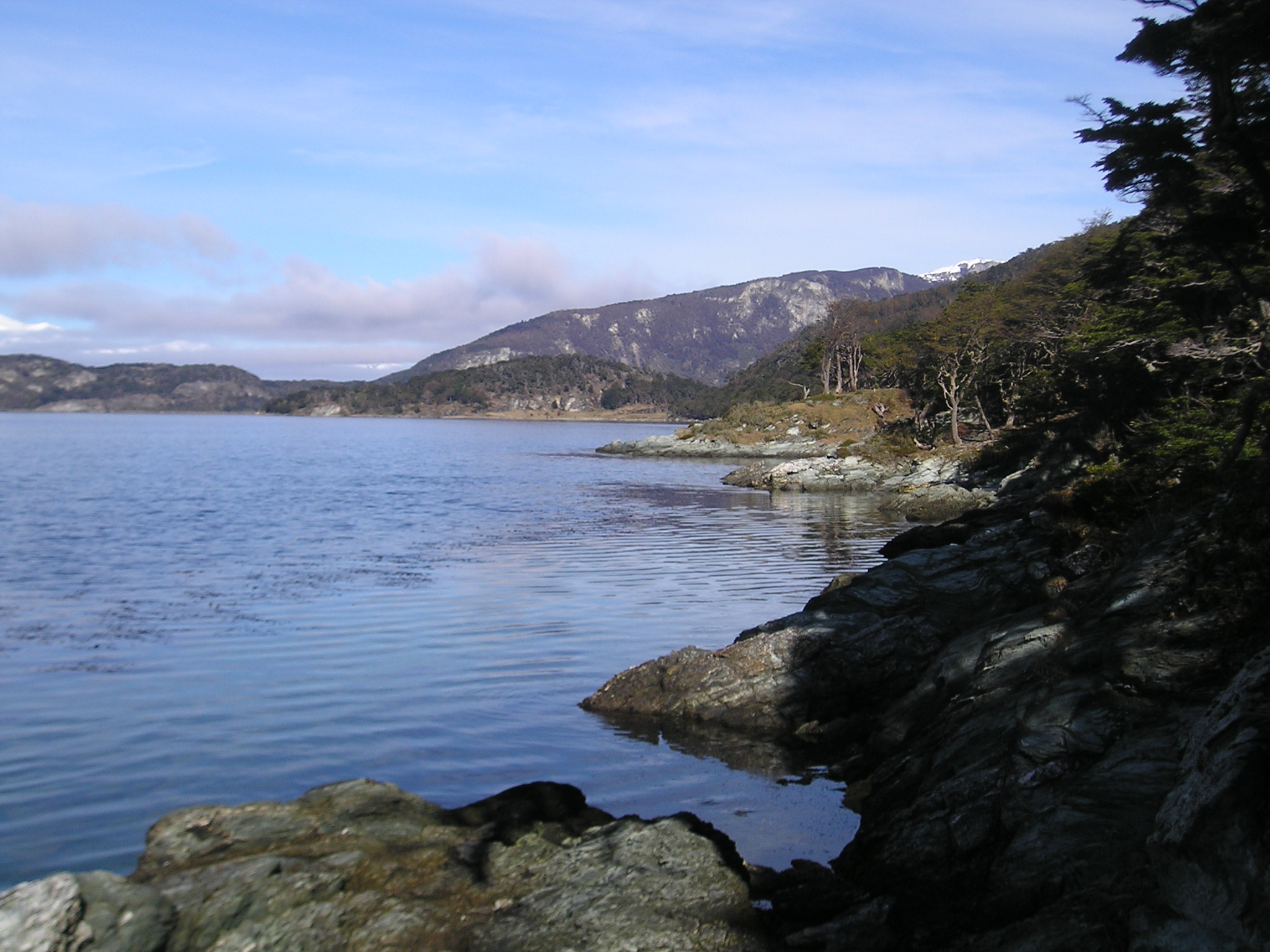
Узбережжя Вогняної Землі, Аргентина

У Чилійсько-аргентинських Андах клімат субтропічний, і зволоження західних схилів — за рахунок зимових циклонів — більше, ніж у субекваторіальному поясі. При просуванні на південь річні суми опадів на західних схилах швидко зростають. Літо сухе, зима волога. По мірі віддалення від океану континентальність клімату зростає, збільшуються сезонні коливання температури. У місті Сантьяго, розташованому в Подовжній долині, середня температура найтеплішого місяця становить 20 °C, найхолоднішого — 7—8 °C; опадів у Сантьяго випадає небагато, 350 мм на рік (південніше, у Вальдивії, опадів більше — 750 мм на рік). На західних схилах Головної Кордильєри опадів більше, ніж у Подовжній долині (але менше, ніж на тихоокеанському узбережжі).
При просуванні на південь субтропічний клімат західних схилів плавно переходить в океанічний клімат помірних широт: зростають річні суми опадів, зменшуються відмінності у зволоженні по сезонах. Сильні західні вітри приносять на узбережжя велику кількість опадів (до 6000 мм на рік, хоча зазвичай 2000—3000 мм). Більше 200 днів на рік йдуть сильні дощі, на узбережжя часто опускаються густі тумани, море ж постійно штормить; клімат несприятливий для мешкання. Східні схили (між 28° і 38° пд. ш.) посушливіші, ніж західні (і лише в помірному поясі, на південь від 37° пд. ш., завдяки впливу західних вітрів їхнє зволоження зростає, хоча вони і залишаються менш зволоженими порівняно із західними). Середня температура найтеплішого місяця на західних схилах становить всього 10—15 °C (найхолоднішого — 3—7 °C).
У крайній південній частині Анд, на Вогняній Землі, — дуже вологий клімат, який формують сильні вологі західні і південно-західні вітри. Опади (до 3000 мм) випадають в основному у вигляді мряки (яка з'являється більшість днів року). Лише у найсхіднішій частині архіпелагу опадів значно менше. Протягом всього року стоять низькі температури (при цьому коливання температури по сезонах украй незначні).

## Жива природа

### Рослинність та ґрунти

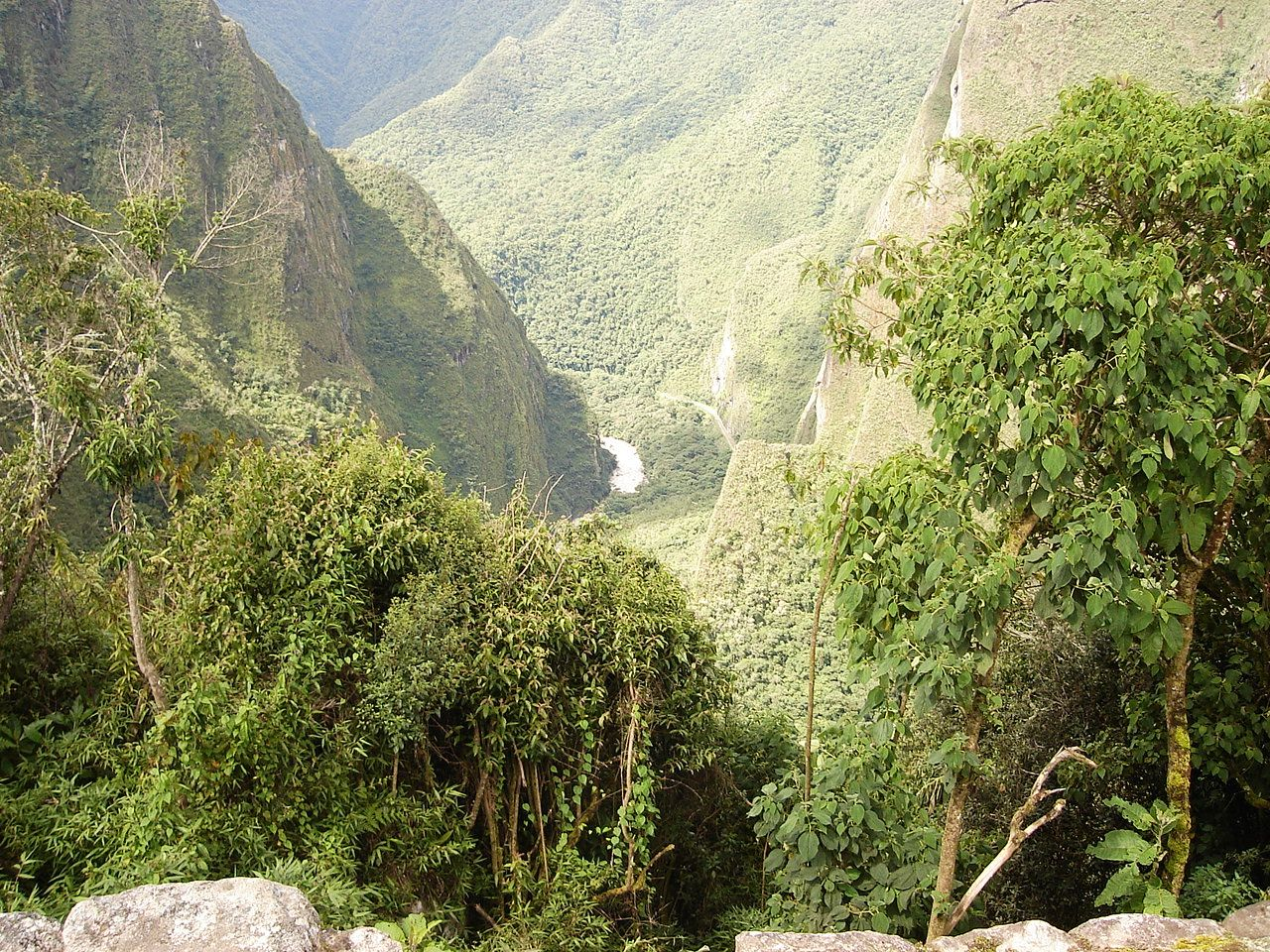
Долина річки Урубамба, Перу

Ґрунтово-рослинний покрив Анд дуже різноманітний. Це обумовлено великими висотами гір та значною різницею у зволоженні західних і східних схилів. Висотна поясність в Андах яскраво виражена. Виділяють три висотні пояси — тьєрра кальєнте — (гаряча земля), тьєрра фріа (холодна земля) і тьєрра еляда (льодова земля).
У Карибських Андах, на території Венесуели, ростуть листопадні (на час зимової посухи) ліси і чагарники на гірських червоних ґрунтах. Нижні частини навітряних схилів від Північно-західних Анд та Центральних Анд покриті гірськими вологими екваторіальними і тропічними лісами на латеритних ґрунтах (гірський дощовий ліс), а також змішаними лісами з вічнозелених і листопадних порід. Зовнішній вигляд екваторіальних лісів мало відрізняється від зовнішнього вигляду цих лісів у рівнинній частині материка. Для цих лісів характерні пальми, фікуси, банани, какао та інші види. Вище (до висот 2500—3000 м) характер рослинності змінюється, тут типові бамбуки, деревоподібні папороті, чагарник кока (що є джерелом кокаїну), хінне дерево. Між 3000 м і 3800 м — високогірний дощовий ліс із низькорослими деревами і чагарниками; поширені епіфіти і ліани, характерні бамбуки, деревоподібні папороті, вічнозелені дуби, миртові, вересові. Вище — переважно ксерофітна рослинність, парамо, з численним айстровими, на цих висотах зустрічаються і мохові болота на плоских ділянках і мляві кам'янисті простори на крутих схилах. Вище 4500 м — пояс вічних снігів і льодів.
Південніше, в субтропічних чилійських Андах — вічнозелені чагарники на коричневих ґрунтах. У Подовжній долині — ґрунти, що за складом нагадують чорнозем. Рослинність високогірних плато: на півночі — екваторіальні альпійські луги або парамос, у Перуанських Андах і на сході Пуни — сухі високогірно-тропічні степи халка, на заході Пуни і на всьому тихоокеанському заході між 5—28° південної широти — пустельні типи рослинності (у пустелі Атакама — сукулентна рослинність, включаючи кактуси). Багато поверхонь засолені, що перешкоджає розвитку рослинності; на таких ділянках зустрічаються в основному полин і ефедра.
Вище 3000 м (приблизно до 4500 м) — напівпустельна рослинність, що називається сухою пуною. Тут ростуть карликові чагарники, тонконогові (ковила, куничник), лишайники, кактуси. На схід від Головної Кордильєри, де більше опадів, — степова рослинність (пуна і волога пуна) з численними тонконоговими (типчак, ковила, куничник) і подушкоподібними чагарниками. На вологих схилах Східної Кордильєри тропічні ліси (пальми, хінне дерево) піднімаються до 1500 м, до 3000 м доходять низькорослі вічнозелені ліси з переважанням бамбука, папороті, ліан; на більших висотах — високогірні луги.
У середній частині Чилі ліси значною мірою зведені, колись ліси піднімалися по Головній Кордильєрі до висот 2500—3000 м (вище починалися гірські луги з альпійськими травами і чагарниками, а також нечастими торф'яними болотами), але тепер схили гір практично оголені. Нині ліси зустрічаються лише у вигляді окремих гаїв (сосни, чилійської араукарії, евкаліпта, бука і платана, у підліску — дрік і герань).
На схилах Патагонських Анд південніше 38° пд. ш. — субарктичні багатоярусні ліси з високостовбурних дерев і чагарників, переважно вічнозелених, на бурих лісових (на південь опідзолених) ґрунтах; у лісах багато мохів, лишайників і ліан. На південь від 42° пд. ш. — змішані ліси (у районі 42° пд. ш. є масив араукарієвих лісів). Тут ростуть буки, магнолії, деревоподібні папороті, високостовбурні хвойні, бамбуки. На східних схилах Патагонських Анд — в основному букові ліси. На крайньому півдні Патагонських Анд — тундрова рослинність.
У крайній південній частині Анд, на Вогняній Землі, ліси (з листопадних і вічнозелених дерев — наприклад, південних буків і канело) займають лише вузьку прибережну смугу на заході; вище за межею лісу майже одразу починається сніговий пояс. На сході і місцями на заході поширені субантарктичні гірські луги і торф'яники.
Анди — батьківщина хінного дерева, коки, картоплі та інших цінних рослин.

### Тваринний світ

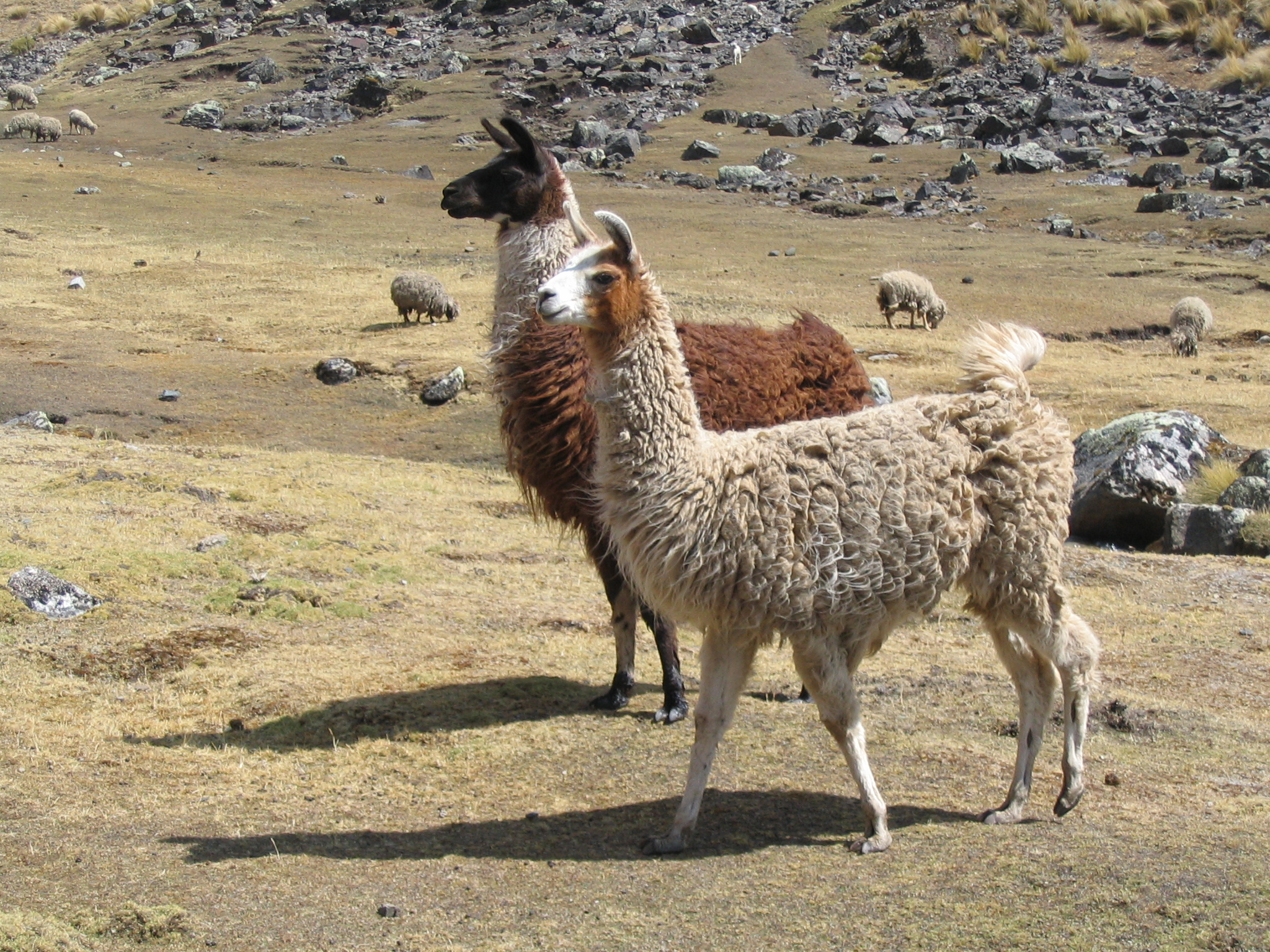
Лами

Тваринний світ північної частини Анд входить у Бразильську зоогеографічічну підобласть і схожий із фауною прилеглих рівнин. Тваринний світ Анд на південь від 5° пд. ш. належить до Чилійсько-Патагонскої підобласті. Фауні Анд у цілому властива велика кількість ендемічних родів і видів. Для Анд характерні багато видів верблюдових: лами, альпаки (представники цих двох видів використовуються місцевим населенням для отримання вовни і м'яса, а також як в'ючні тварини), вікуньї, гуанако, крім того тут мешкають капуцинові, реліктовий очковий ведмідь, олені пуду і гаемал (що є ендеміками Анд), азарова лисиця, лінивці, шиншили, опосуми, мурахоїди, гризуни дегу. На півдні — магеллановий собака, ендемічний гризун туко-туко та інші. Також для Анд характерні багато птахів, наприклад, колібрі, андійський кондор (ендемік Анд), що піднімається на висоту до 7 тис. м, кілька видів яструбів та інші. Деякі види (наприклад, шиншили, що в XIX — на початку XX ст. інтенсивно винищувалися ради отримання шкурок, безкрила пірникоза і тітікакський свистун, що зустрічаються тільки біля озера Тітікака, та інші) знаходяться під загрозою зникнення.
Особливістю Анд є велика видова різноманітність земноводних (понад 900 видів). Також в Андах налічується близько 600 видів ссавців (13 % з яких — ендеміки), понад 1700 видів птахів (з них 33,6 % — ендеміки) і близько 400 видів прісноводих риб (34,5 % ендеміков).

### Екологія
Однією з основних екологічних проблем Анд є зведення лісів, які вже не поновлюються; особливо сильно постраждали вологі тропічні ліси Колумбії, які інтенсивно зводяться під плантації хінного і кавового дерева та каучуконосів.
Маючи розвинене сільське господарство, андійські країни стикаються з проблемами деградації ґрунтів, забруднення ґрунтів хімікатами, ерозії та опустелювання земель внаслідок перевипасу худоби (особливо на території Аргентини).
Екологічні проблеми прибережних зон — забруднення морської води поблизу портів і великих міст (викликане не в останню чергу викидом в океан каналізаційних відходів і промислового сміття), неконтрольований надмірний вилов риби.
Як і у всьому світі, в Андах гостро стоїть проблема викидів у атмосферу парникових газів (головним чином при виробленні електроенергії, а також на підприємствах чорної металургії). Значний внесок у забруднення навколишнього середовища вносять також нафтопереробні заводи, нафтові свердловини і шахти (їх діяльність приводить до ерозії ґрунтів, забруднення підземних вод; діяльність шахт у Патагонії згубно вплинула на біоту цієї місцевості).
Унаслідок ряду екологічних проблем багато видів тварин і рослин в Андах знаходяться під загрозою зникнення.

## Населення

### Історія

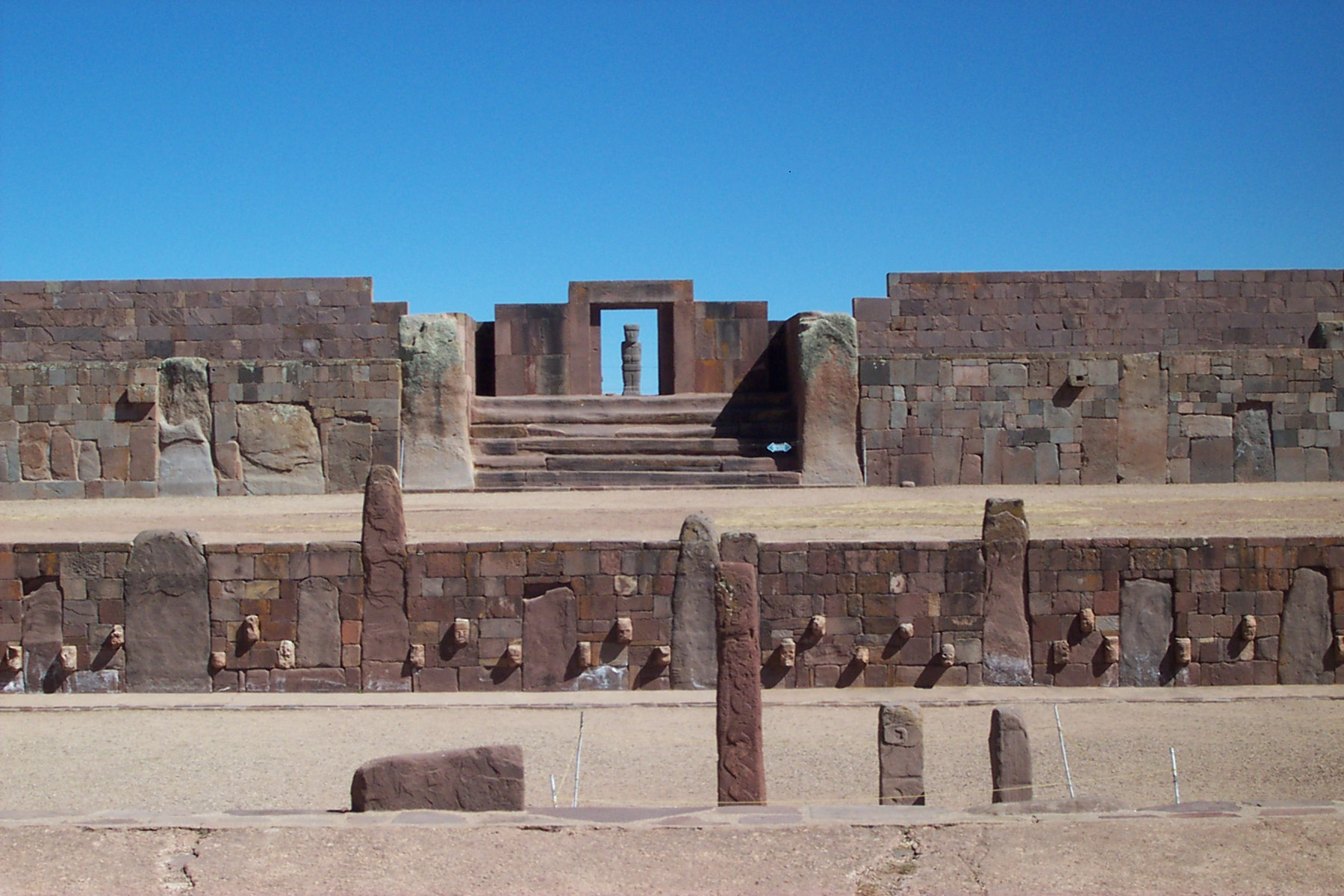
Один із храмів у Тіуанаку

Територія Анд була заселена відносно недавно, найстаріші відомі залишки людської діяльності мають вік від 12 000 до 15 000 років, хоча скоріше за все люди потрапили до регіону раніше. Першими ймовірно були населені саме високогірні райони, залишки суспільств цього часу, що займалися полюванням та збиральництвом, знайдені в горах сучасних перуанських регіонів Аякучо і Анкаш. Найвідоміші залишки раннього періоду (культура Лаурікоча) збереглися в печерах Ларікоча, Пакаїкаса і Ґуїтарреро. Перші культурні рослини Південної Америки мають вік близько 12 000 років, що включали рослини як високогірїв, так і Амазонської низовини. Розповсюдження цих рослин вказує на постійний культурний обмін між населенням узбережжя, Амазонії та високогір'їв. Приблизно 6000 років тому в долинах з'явилося іригаційне землеробство.
Найстарішим значним поселенням Анд ймовірно став Чавін-де-Уантар у центральній частині Перу, що належить до часу 2800 років тому, та характеризується монументальною архітектурою культури Чавін.

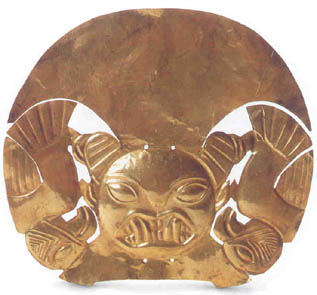
Головний убір культури мочика із зображенням кондора

Після занепаду культури Чавін в Андах виникло кілька локальних культур. Найважливішими з них були Мочика і Наска. Культура Мочика мало центром місто Моче на північному узбережжі Перу, та відома своїми дуже реалістичними керамічними фігурками людських голів, що використовувалися як глечики, та прекрасною монументальною архітектурою. Так, Храм Сонця в Моче мав вигляд ступінчастої піраміди 41 м заввишки та був збудований з саману (адобе). Одночасно з Мочика, на півдні Перу виникла культура Наска, відома яскравими гончарними виробами та складним текстилем. Одним із найвідоміших залишків культури стали так звані Лінії Наски. Ці зображення мають гігантський розмір (так що повністю видимі лише з літака) та зроблені на великих прибережних плато. Ці лінії були як геометричними візерунками, так і зображеннями людин і тварин, та були створені зняттям бурого ґрунту поверхні, залишаючи світлий нижній шар ґрунту. Мета створення цих ліній залишається невідомою.
Другим після Чавін-де-Уантар центром Андійської цивілізації, що мав вплив на велику територію, стало місто Тіуанаку біля озера Тітікака на висоті 4300 м над рівнем моря, що стало важливим центром концентрації населення та, виникнув близько 2400 років тому, існувало понад 1400 років. Незабаром після створення Тіуанаку виникла його держава-суперник Уарі, що проте, мала менший період розквіту. Вона прийшла в занепад близько 800 року, залишаючи Тіуанаку єдиною великою державою до XI ст.

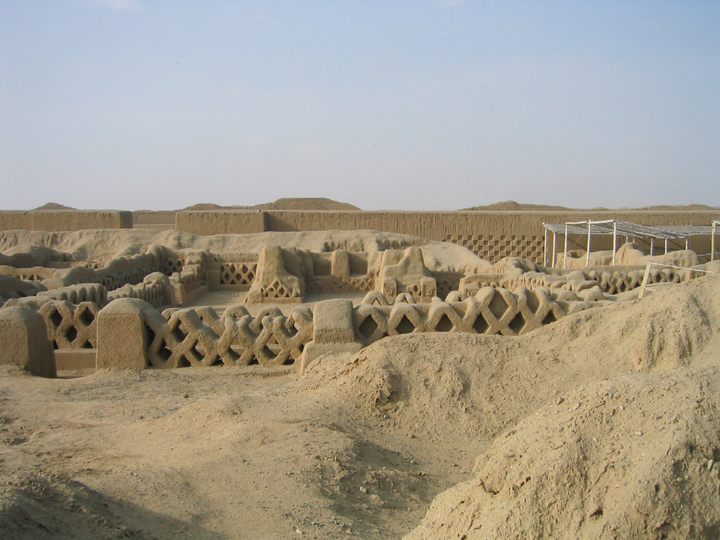
Руїни міста Чан-Чан

Вже після розквіту високогірних цивілізацій Тіуанаку та Уарі на узбережжі, в районі колишньої культури Мочика розвилася культура Сікан. Її центром було місто Батан-Ґранде, центр паломництва з кількома монументальними пірамідами. Занепад цієї культури відбувся в результаті великої повені в XII столітті. Одночасно з цією культурою дещо південніше і також під впливом культури Мочика виникла культура Чиму, із центром у місті Чан-Чан, заснованим близько 900 року. Це місто було найбільшим серед доколумбових міст Анд, займаючи площу близько 22 км². Розквіт культури був заснований на використанні розвиненої системи іригації, що дала змогу збирати значні врожаї на посушливих прибережних землях Перу. До XIV ст. держава Чиму простяглася на велику ділянку узбережжя від Еквадору до Чилі.
Найбільшим державним утворенням Анд стала Тауантісую («чотири землі») або Імперія Інків, що сформувалася приблизно за століття до прибуття європейців. Ця держава мала центр у Куско, на території сучасного Перу. За даними історика Ґарсіласо де ла Веґа, засновник Імперії Манко Капак та перші інки прибули з району озера Тітікака, ймовірно Тіуанаку. Держава Інків охоплювала всю центральну частину Анд, та простягнулася від південної Колумбії (де Інки були зупинені силами чибча) до річки Мауле в Патагонії (де просування Інків стримувалося силами мапуче).

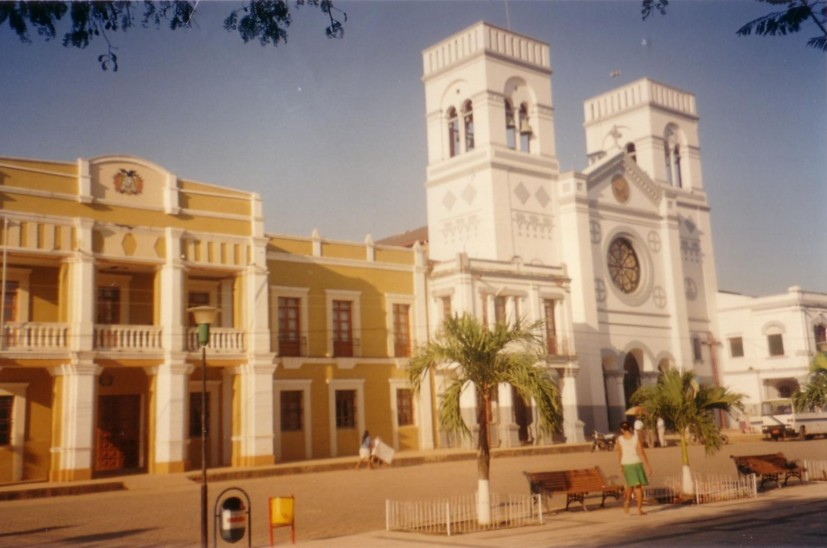
Собор у місті Тринідад, Болівія

Із прибуттям іспанців в 1530-х роках Імперія Інків та держави чибча були розбиті, і більша частина Анд, за винятком найпівденнішої їх частини, опинилася під іспанським контролем. Хоча корінне населення на момент прибуття іспанців становило від 10 до 15 млн чоловік, воно швидко скоротилася, переважно внаслідок інтродукованих іспанцями хвороб. За часів колоніального періоду (з початку XV до початку XIX століття) до Південної Америки переїхало 200—300 тис. чоловік, приблизно половина з них до району Анд та прилеглих земель, майже всі з Іспанії. Переважно були населені райони, зручні для широкомасштабного сільського господарства та райони, де існували поклади корисних копалин, перш за все благородних металів.
Іспанська Імперія розвалилася на початку XIX ст. в результаті Наполеонівських воєн. Ідеї Французької революції та здобуття незалежності США привели до незалежницького руху серед заможної креольської знаті колоній, представники якої захопили владу майже по всій їх території. Слабка Іспанія не могла протистояти цим силам, і війни за незалежність, що тривали на всій території колоній у період з 1808 до 1824 року, завершилися перемогою місцевої знаті, яка встановила у новоутворених країнах республіканські уряди, багато в чому скопійовані з устрою США. Із невеликими змінами така ж система уряду залишається і зараз.

### Розподіл населення

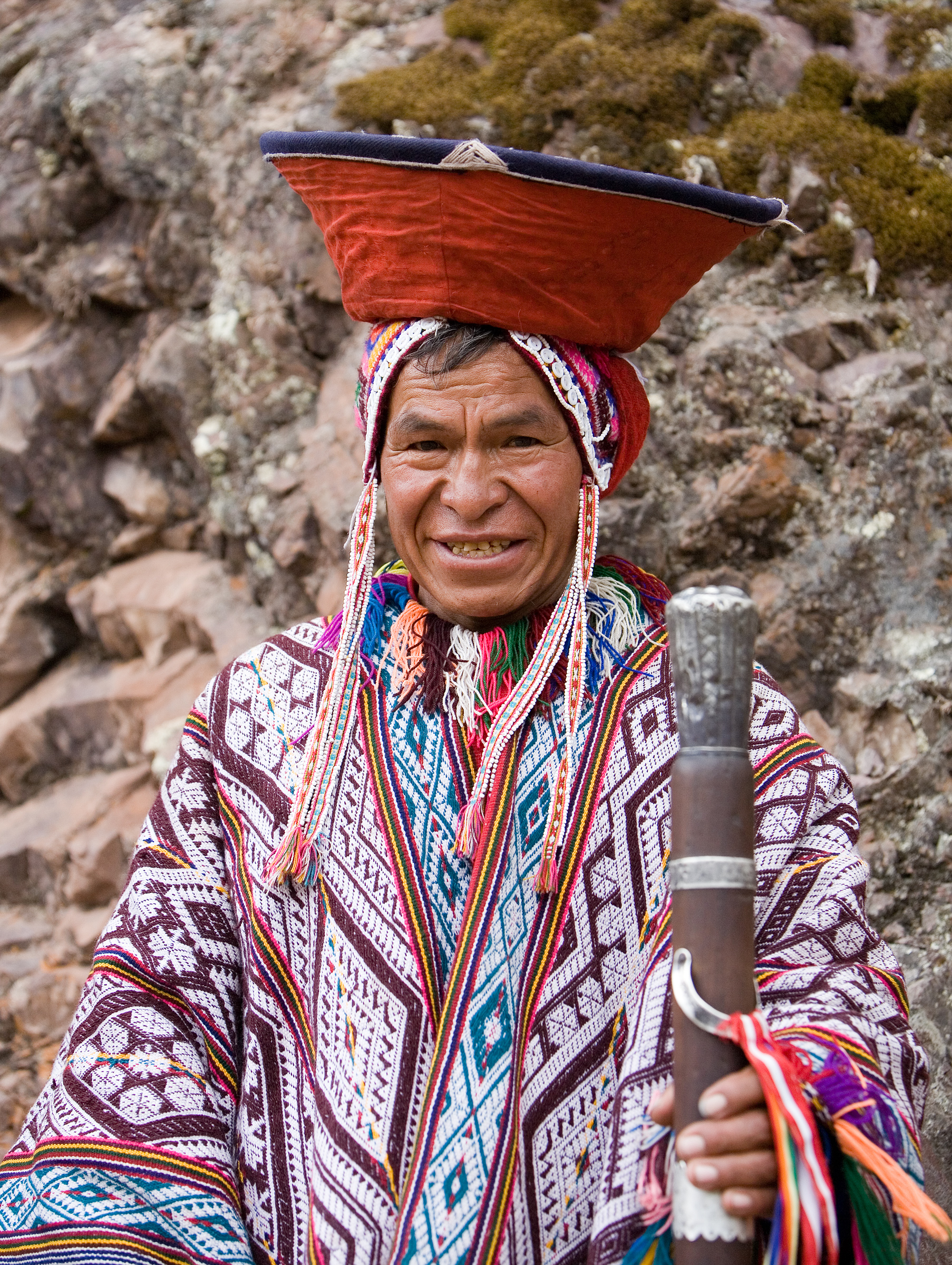
Індіанець у традиційному одязі, Пісак, Перу

Розріджене повітря на великих висотах понад 4000 м вимагає певної фізіологічної адаптації організму. Проте зараз люди здатні постійно жити на висотах до 5200 м (пастухи Перу) та тимчасово до 6000 м (шахта Караско, Чилі).
Південна частина Анд від Патагонії до південної межі болівійського Альтіплано населена мало. Тут мешкають лише невеликі групи пастухів та фермерів, що живуть переважно на низьких схилах та передгір'ях. На північ, від Болівії до Колумбії, сконцентрована більша частина населення, тут розташовані всі головні міста гірської системи та більшість найважливіших міст андійських країн. Зокрема в Перу та Болівії значна частина населення мешкає на висотах понад 3300 м.
Приблизно половина населення Болівії — індіанці, що розмовляють мовами аймара (на південь від озера Тітікака) і кечуа, решта — іспаномовні нащадки іспанських поселенців або змішані (метиси). У Перу мова аймара менш поширена, більшість населення розмовляє кечуа. Біля озера Тітікака мешкають залишки народу уру. Значне населення існує в межах високогірних парамо, де головним зайняттям є скотарство і гірнича справа. У нижчих долинах головною економічною діяльністю є сільське господарство. Гірнича справа в Перу є майже виключно єдиним зайняттям на висотах понад 4000 м, проте більша частина населення на схилах вирощує овець, худобу, кіз, лам і альпак, все більша частина населення працює в промисловості і торгівлі.
Населення Еквадорських Анд переважно розмовляє мовою кечуа, меншу групу складають іспаномовні метиси. На півдні залишаються народи каньярі і сарагуро, а в центрі країни — саласакас. Головна економічна діяльність у цьому районі — вирощування кукурудзи, картоплі, бобів, також розвинуті виробництво кераміки та тканин.
У Колумбії значна частина населення мешкає на висотах між 1800 і 3200 м, індіанська частина населення невелика, переважно на плоскогір'ях Кордильєри-Орієнталь, Кордильєри-Сентраль та південних гір. На висотах від 1000 до 2200 м розташовані найбільші плантації кави.

### Культура

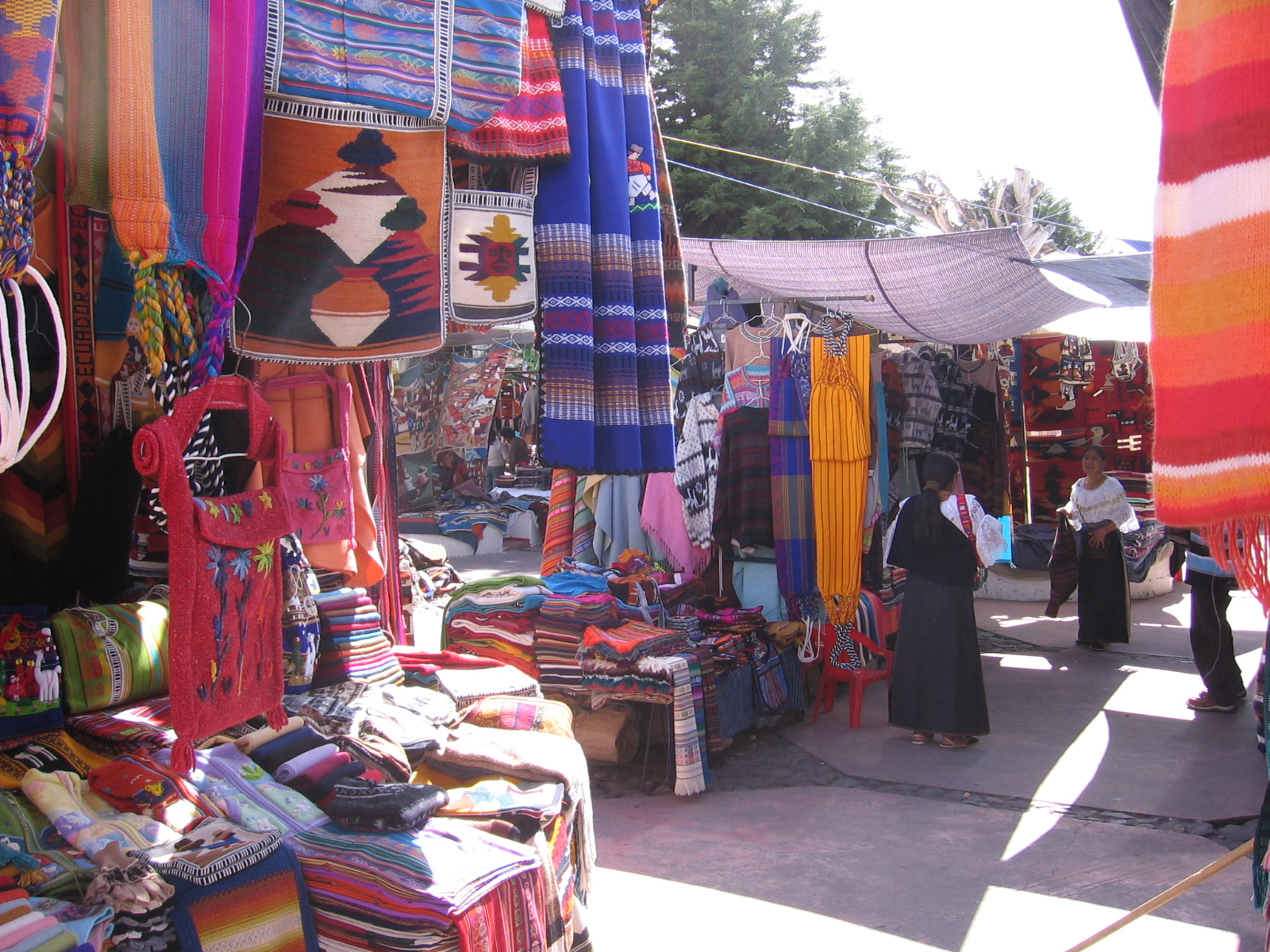
Суботній ринок в Отавало, Еквадор

За одним стереотипом Анди є бідним регіоном, мешканці яких поколіннями працюють на бідних ґрунтах на висотах понад 3000 м над рівнем моря, намагаючись виростити убогі врожаї. Ніде, окрім Анд, люди на жили стільки тисяч років у таких жахливих умовах. За іншим — Анди сприймаються як батьківщина таких міст як Мачу-Пікчу, величних кам'яних палаців інків у Куско і Уануко-Пампа і міст народу Чиму, як-от Чан-Чан, краса андійського текстилю і кераміки, що виставлені в музеях по всьому світу, відома турбота імператорів інків про добробут їх підданих і здебільшого покинуті великі іригаційні тераси, сконструйовані цими народами. Ці два погляди можна примирити тільки якщо припустити, що використання ресурсів значно залежало від державної системи і методів керування. Так, свого часу Андійський регіон був багатим та дав початок високим цивілізаціям, тут розвинулися сільське господарство, технології і соціальні системи, унікально пристосовані до особливих екологічних умов, в яких жили мешканці регіону.
Значний вплив на культуру всього андійського регіону здійснили іспанці, що вплинули на багато аспектів життя регіону, принесли католицтво та африканських рабів (на крайній півночі регіону). Під впливом іспанців утворилася кастова система, де значну перевагу отримували нащадки іспанських колоністів, а серед індіанців ті, що мали іспанські прізвища та розмовляли іспанською мовою.

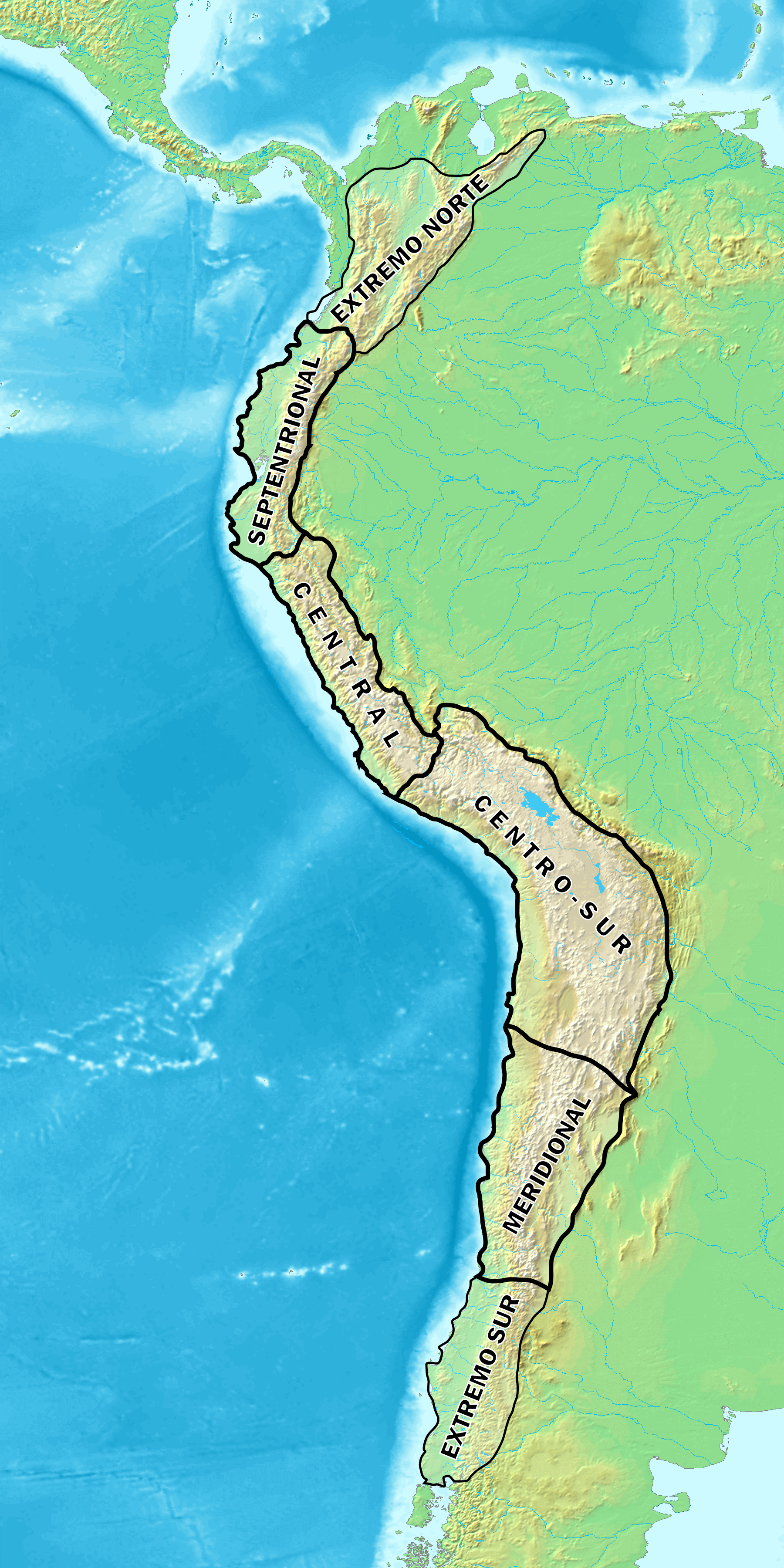
Карта, що показує культурний вплив в Андах

Багато виробів мистецтва і ремісництва характерні до цього регіону і легко відрізняються від виробів інших частин світу. Так, Анди відомі своїми ювелірними виробами, скульптурою, керамікою і текстилем. Розвиток всіх цих мистецтв нараховує багато тисяч років. Андійский текстиль зазвичай виготовляється з вовни лам і альпак та характеризується яскравими кольорами та геометричними узорами або сценами місцевого життя. Деякі характерні елементи одягу були імпортовані з Європи або виникли нещодавно. Так, у Болівії дуже популярні капелюхи-котелки, що потрапили сюди з Британії. Відомий бриль панама виник у гірському еквадорському кантоні Каньяр лише в XX столітті.

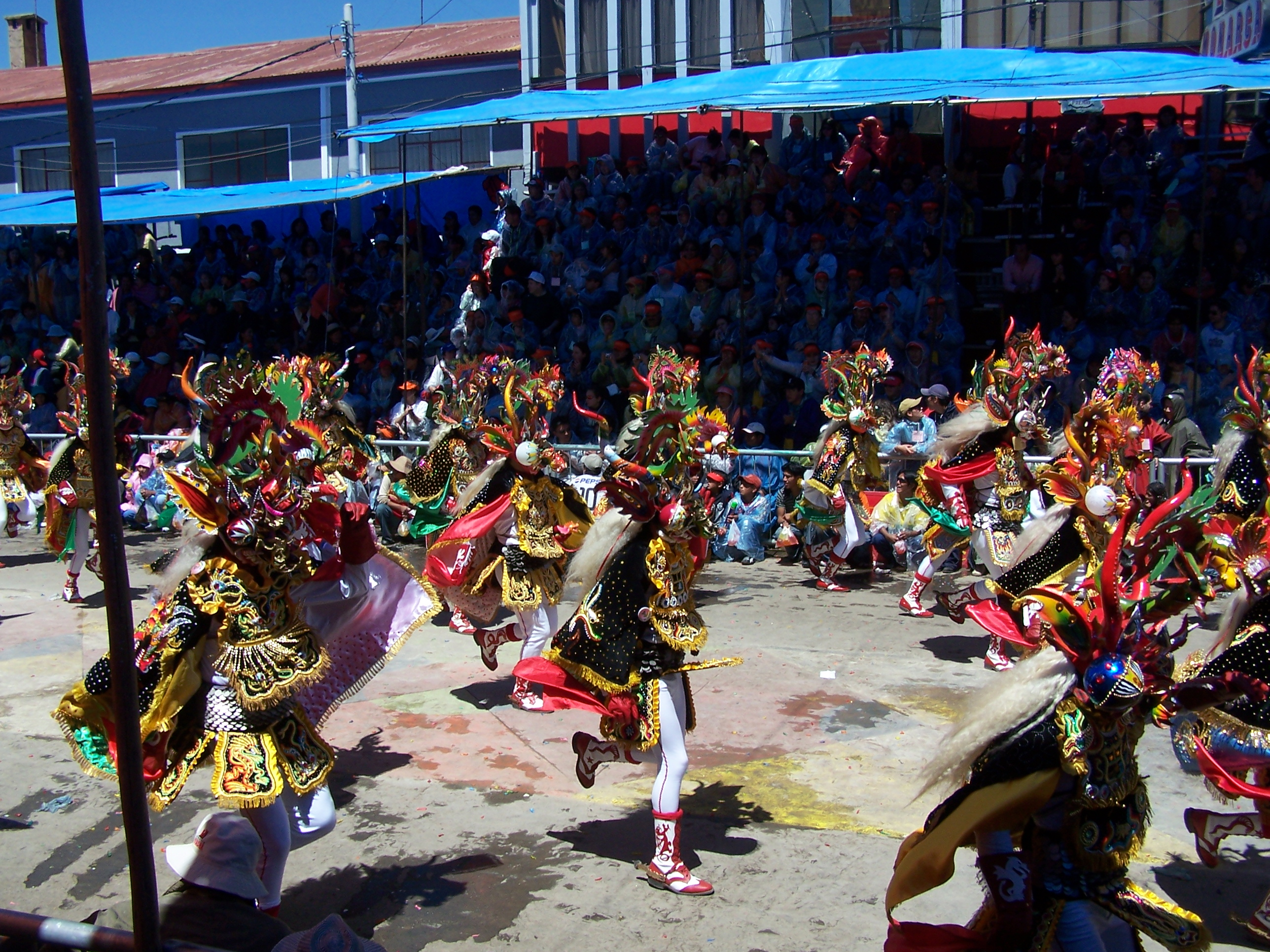
Карнавал Оруро, Болівія

Дуже легко впізнається андійська музика. Поширені зараз стилі виникли з місцевих мелодій під впливом інків, під час панування яких поширилося багато нових інструментів, а потім і європейських колоністів. Особливістю андійської музики є використання великого числа різноманітних одноствольних флейт (як-от кена, тарка, пінкільйо) та флейт Пана (сіку, антара). Також використовуються барабани, гітари (зокрема чаранго), дзвіночки та деякі інші музичні інструменти. Ймовірно найвідомішим за межами Анд прикладом андійської музики є культурний символ Перу El Cóndor Pasa (політ кондора).
В багатьох андійських країнах проводяться яскраві свята і карнавали. Дуже відомими є, наприклад, Карнавал Оруро в місті Оруро (Болівія), що походить від традиційного свята народу уру та пізніше під впливом католицтва перетворився на свято на честь діви Марії. Іншим відомим святом є реконструйоване головне свято інків Інті-Раймі, що найбільш активно святкується в Куско та відзначає день зимового сонцестояння.
Також характерною є андійська кухня. Традиційними культурами тут є картопля, помідори, кукурудза, кіноа, батати, ока, арахіс, банани, насіння амаранту, перець рокото, боби, рис. З тварин традиційними є морські свинки, лами, альпаки, лебеді, вівці. Серед традиційних страв можна назвати колумбійський картопляний суп ахіако та південноандійський суп касуела, висушене та тушковане м'ясо, смажені морські свинки (святкова перуанська страва), фарширований перець, смажені бульбові рослини та банани (у тропічних районах), кукурудзяна страва уміта та хліб марракета.

## Господарча діяльність

### Промисловість

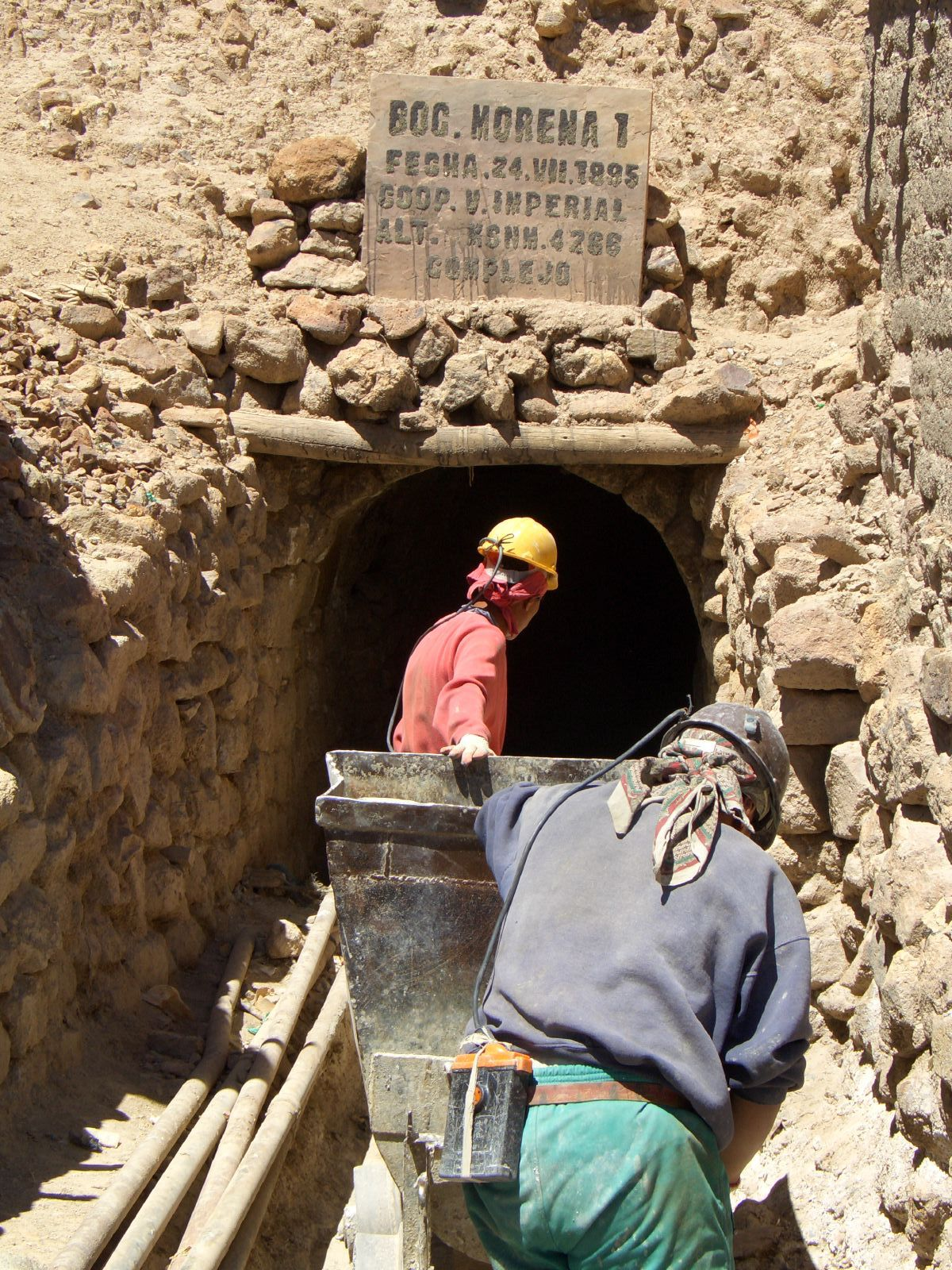
Шахта біля міста Потосі, Болівія

Одна з найзначніших в Андах галузей господарства — гірничодобувна промисловість, важлива для всієї світової економіки, особливо розвинена на півдні гірської системи. Тут розробляються родовища міді (в Чилі та Перу), заліза (в Болівії), золота (в Колумбії та інших країнах), платини і смарагдів (у Колумбії), вольфраму, олова і срібла (у краєвих прогинаннях і міжгірних западинах Аргентини, Болівії, Венесуели, Перу). Кілька родовищ нафти розподілені уздовж східного краю Анд.

### Сільське господарство
Сільське господарство в Андах досить складне, а урожаї невеликі. Частково це викликається недостатньою кількістю води — значні райони дуже сухі або отримують опади лише протягом короткого сезону. На високогір'ях часті заморозки, що зменшує вегетаційний період. Територія загалом дуже нерівна, а ґрунти часто не мали можливості сформуватися, родючі ж долини зазвичай дуже вузькі та вкривають незначну площу. Традиційно велика частина сільськогосподарської продукції вироблялася на терасах, створених на крутих гірських схилах. Значних перспектив збільшення придатних для сільського господарства земель за рахунок меліорації немає.

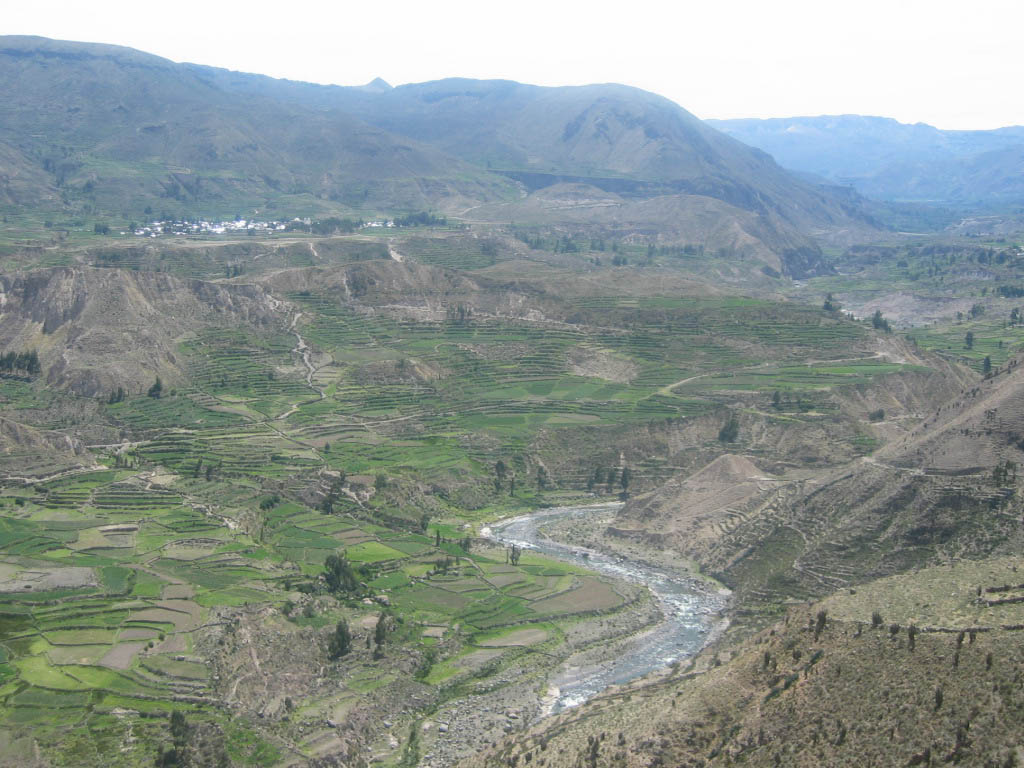
Гірські тераси в долині Колка, Перу

Таким чином, значна кількість продукції сільського господарства призначена для місцевого споживання. Лише деякі культури вирощуються в кількостях, достатніх для експорту, ними є перш за все кава (особливо в Колумбії, де вирощується до 13 % світового збору), тютюн і бавовник. Крім того, з Колумбії та в меншій мірі з Болівії експортуються значні кількості коки та отриманого з неї кокаїну, незважаючи на зусилля урядів припинити наркоторгівлю.
Іншими культурами, що в помітних кількостях вирощуються на цих територіях, є банани (в Колумбії, Еквадорі), картопля, ячмінь. У Карибських Андах сконцентровані райони вирощування бавовнику, тютюну і сизалю. У екваторіальному поясі на середніх висотах вирощують тютюн, каву, кукурудзу На великих висотах (до 3800 м) вирощують кукурудзу, пшеницю, картоплю, а також кіноа, що є найважливішою частиною раціону місцевого індіанського населення. На добре зволожених схилах Кордильєри-Орієнталь (в межах Центральних Анд) вирощують цукрову тростину, какао, каву і тропічні фрукти. Багато культур, що вирощуються в Чилі, завезено з Європи — це оливки, виноград, цитрусові.
Основний напрям тваринництва — вівчарство (у нагір'ях Перу, Патагонії, Вогняної Землі). На плоскогір'ях центральних Анд, Пуні, розводять лам, альпак і кіз, рідше — худобу. Так, Перу і Болівія є помітними експортерами вовни. На великих озерах (особливо на озері Тітікака) розвинене рибальство.

## Ресурси Інтернету
- Подорож за Мідні Гори [Архівовано 11 квітня 2012 у Wayback Machine.] (про світове скаутське джемборі в Чилі; (c) 1999, Іван Гоменюк) (укр.)
- Геологія Анд (Аризонський університет) (англ.)
- Повний список окремих гір Анд вище за 6 000 м (англ.)
- Climbing, hiking, skiing and trekking holidays in the Andes [Архівовано 16 серпня 2008 у Wayback Machine.] (англ.)
- World Wildlife Fund: Noetropical [Архівовано 8 травня 2008 у Wayback Machine.] (опис екорегіонів Неотропіків, зокрема Анд) (англ.)
- The Andean orogeny[недоступне посилання з червня 2019] Encyclopaedia Britannica (англ.)
- Biological diversity in the Tropical Andes [Архівовано 21 серпня 2008 у Wayback Machine.] The Encyclopedia of Earth (див. також інші теми про Анди) (англ.)
- The Andes, a Photo Gallery [Архівовано 24 липня 2008 у Wayback Machine.] (англ.)
- Народы Южной Америки Ethno Online (рос.)